# Departamento de Diamaré
Diamaré es un departamento de la región del Extremo Norte de Camerún. En noviembre de 2005 tenía una población censada de 642 227 habitantes.
Está formado por los siguientes municipios:
- Bogo 95,230
- Dargala 33,142
- Gazawa 27,395
- Maroua I 134,934
- Maroua II 108,902
- Maroua III 86,574
- Meri 86,834
- Ndoukoula 32,091
- Petté 37,125